# Municipio de Sterling (Pensilvania)
El municipio de Sterling (en inglés: Sterling Township) es un municipio ubicado en el condado de Wayne en el estado estadounidense de Pensilvania. En el año 2000 tenía una población de 1,251 habitantes y una densidad poblacional de 17 personas por km².

## Geografía
El municipio de Sterling se encuentra ubicado en las coordenadas 41°20′00″N 75°24′59″O / 41.33333, -75.41639.

## Demografía
Según la Oficina del Censo en 2000 los ingresos medios por hogar en la localidad eran de $39,625 y los ingresos medios por familia eran $41,111. Los hombres tenían unos ingresos medios de $31,313 frente a los $21,932 para las mujeres. La renta per cápita para la localidad era de $17,889. Alrededor del 8,0% de la población estaban por debajo del umbral de pobreza.